# Agnes Baltsa

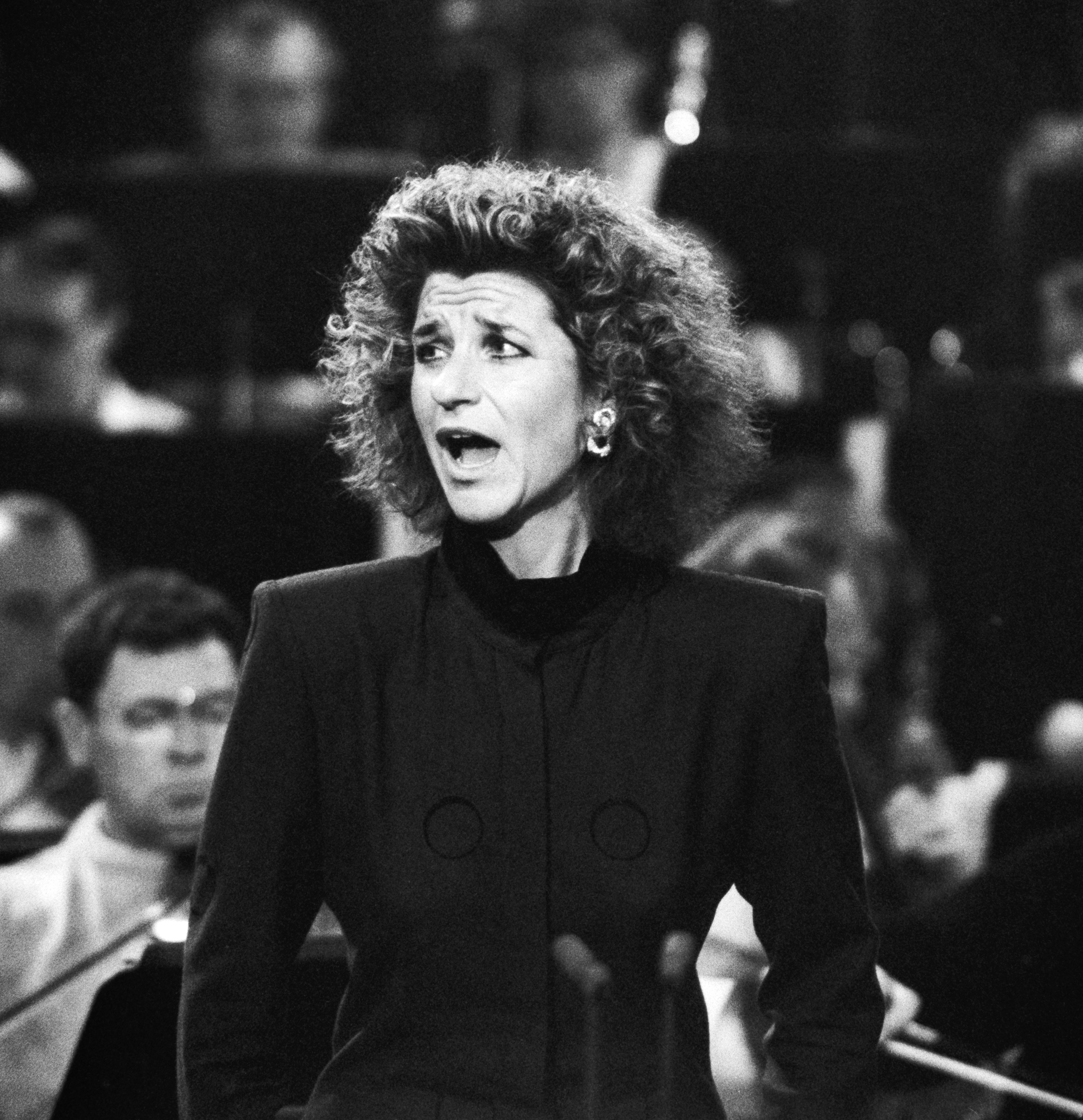
Agnes Baltsa beim Galakonzert zur Wiedereröffnung des Prinzregententheaters

Agnes Baltsa (griechisch Αγνή Μπάλτσα, * 19. November 1944 auf Lefkas) ist eine griechische Opernsängerin (Mezzosopranistin).

## Leben
Agnes Baltsa bekam Klavierunterricht seit ihrem sechsten Lebensjahr. 1958 zog sie mit ihren Eltern nach Athen, wo sie 1965 am Athener Konservatorium graduierte. Im selben Jahr gewann sie das Maria Callas Stipendium, welches ihr die Möglichkeit gab, ihre Studien bei Schöner in München und bei Herbert Champain in Frankfurt am Main fortzuführen. In der Spielzeit 1967/68 war sie Mitglied im Opernstudio der Bayerischen Staatsoper und gab dort ihr Debüt als Brautjungfer im Freischütz unter der musikalischen Leitung von Joseph Keilberth. Von 1968 bis 1972 war sie an der Oper Frankfurt unter der damaligen musikalischen und künstlerischen Leitung von Christoph von Dohnányi engagiert, wo sie ihr Debüt mit der Partie des Cherubino in Mozarts Oper Le nozze di Figaro gab. 1970 folgte das erste Gastspiel an der Wiener Staatsoper als Octavian in der Strauss-Oper Der Rosenkavalier. Sie war damit die jüngste Sängerin des Octavian an der Wiener Staatsoper. Diese Partie sang sie später auch bei den Salzburger Festspielen unter Herbert von Karajan, der sie bei einem Vorsingen für eine Platten-Aufnahme der Missa solemnis von Ludwig van Beethoven entdeckte und besonders geprägt und geformt hat. Unter seiner Leitung trat sie regelmäßig bei den Salzburger Festspielen und Osterfestspielen auf, z. B. als Herodias in Salome, als Carmen oder zuletzt als Prinzessin Eboli in Don Carlos (1986).
Es folgten Engagements an der Deutschen Oper Berlin, verschiedenen Opernhäusern in den USA, inklusive der Metropolitan Opera in New York, an der Bayerischen Staatsoper in München, der Staatsoper Hamburg, dem Covent Garden in London, dem Opernhaus Zürich, der Mailänder Scala und der Opéra de Paris.
1985 sang sie hier an der Seite von Edita Gruberová die Elisabetta in Donizettis Maria Stuarda unter Leitung von Ádám Fischer als österreichische Erstaufführung. Bei der Eröffnung der Olympischen Spiele 1992 in Barcelona sang Baltsa die von Mikis Theodorakis komponierte olympische Hymne Hellenismus zum Einmarsch der olympischen Fahne.
In der Saison 2000/2001 trat sie im Rahmen des Japan-Gastspiels der Wiener Staatsoper als Komponist in Ariadne auf Naxos auf. 2001 sang sie ihre erste Kundry in Parsifal am Teatro Real in Madrid. 2002 nahm sie wieder das Engagement der Wiener Staatsoper an.
Eines ihrer Rollenporträts ist die Isabella in Gioachino Rossinis L’italiana in Algeri, welche sie 1987 an der Wiener Staatsoper unter der Regie von Jean-Pierre Ponnelle und der musikalischen Leitung von Claudio Abbado gesungen hat. Sie selbst hat einmal gesagt, die drei prägenden Rollen ihrer Karriere waren Eboli, Carmen und die Küsterin in Jenůfa von Leoš Janáček. Es sind mit Sicherheit die psychologisch tiefsten Rollenporträts ihrer Entwicklung.
Bei der Eröffnung der Griechischen Nationaloper im neuen Stavros Niarchos Foundation Kulturzentrum am 15. Oktober 2017 triumphierte Agnes Baltsa als Klytämnestra in der Oper Elektra von Richard Strauss unter der Leitung von Vassilis Christopoulos in der Regie von Yannis Kokkos.
Abseits vom klassischen Opern-Repertoire machte sich Agnes Baltsa auch einen Namen als Interpretin griechischer Folklore, u. a. von Werken der Komponisten Mikis Theodorakis und Manos Hadjidakis.
1992 entstand ein Krimi des ORF unter dem Titel Duett. An der Seite von Otto Schenk und Karlheinz Hackl spielt Baltsa eine ungarische Sängerin, die aufgrund früherer Geheimdiensttätigkeit erpresst wird.
Baltsa ist mit dem Bass Günter Missenhardt verheiratet.

## Repertoire
- Bellini: I Capuleti e i Montecchi (Romeo), Norma (Adalgisa)
- Berlioz: Les Troyens (Dido)
- Bizet: Carmen (eine Rolle, die sie viele Male mit José Carreras zusammen gesungen hat)
- Donizetti: Maria Stuarda (Elisabetta), Il campanello di notte (Serafina), La favorita (Leonora) u. v. a. m.
- Gluck: Orfeo ed Euridice (Orfeo)
- Mascagni: Cavalleria rusticana (Santuzza)
- Massenet: Thérèse, Herodiade und Werther (Charlotte)
- Mercadante: Il giuramento (Bianca)
- Giacomo Meyerbeer: Le prophète (Fides)
- Mozart: Le nozze di Figaro (Cherubino), Così fan tutte (Dorabella und Despina), Don Giovanni (Donna Elvira), La clemenza di Tito (Sesto), Ascanio in Alba (Ascanio), Mitridate, re di Ponto (Farnace), Die Zauberflöte (Zweite Dame), Idomeneo (Idamante) und das Requiem
- Offenbach: Les contes d’Hoffmann (Giulietta)
- Ponchielli: La Gioconda (Laura Adorno)
- Rossini: Il Barbiere di Siviglia (Rosina), La Cenerentola (Angiolina) und L’italiana in Algeri (Isabella)
- Camille Saint-Saëns: Samson et Dalila (Dalila)
- Johann Strauss: Die Fledermaus (Orlofsky)
- Richard Strauss: Der Rosenkavalier (Octavian), Ariadne auf Naxos (Komponist), Elektra (Klytämnestra) und Salome (Herodias)
- Verdi: Aida (Amneris), La forza del destino (Preziosilla), Il trovatore (Azucena), Don Carlos (Eboli) und Messa da Requiem

## Ehrungen
- 1980 Österreichische Kammersängerin
- 1986 Ehrenmedaille der Bundeshauptstadt Wien in Gold
- 1988 Ehrenmitglied der Wiener Staatsoper
- 1993 Mitglied der Europäischen Akademie der Wissenschaften und Künste
- 1994 Ehrenzeichen der Stadt Wien[12]

## Diskografie (Auswahl)
Gioachino Rossini:
- Der Barbier von Sevilla:
Mitwirkende: Thomas Allen (Figaro), Francisco Araiza (Conte Almaviva), Agnes Baltsa (Rosina), Domenico Trimarschi (Bartolo), Robert Lloyd (Basilio), Sally Burgess (Berta), Matthew West (Fiorello) John Noble (Un Ufficiale), Ambrosion Opera Chorus, Academy of St. Martin in the Fields, Neville Marriner (Dirigent). (Phillips Classics 1983/Decca 2002)